# Lac Maublant
Lac Maublant är en sjö i Kanada.   Den ligger i regionen Saguenay–Lac-Saint-Jean och provinsen Québec, i den östra delen av landet, 800 km nordost om huvudstaden Ottawa. Lac Maublant ligger 529 meter över havet.
Trakten runt Lac Maublant är nära nog obefolkad, med mindre än två invånare per kvadratkilometer.